# Arminas Narbekovas
Arminas Narbekovas (* 28. ledna 1965, Gargždai) je bývalý litevský fotbalista a sovětsky reprezentant tatarského původu.
Hrál za Žalgiris Vilnius, kterému pomohl k historicky nejlepšímu umístění v sovětské lize, třetímu místu v roce 1987 (sám byl s 16 góly druhým nejlepším ligovým střelcem). Tím klub získal právo startu v Poháru UEFA, kde vypadl v prvním kole s Austrií Vídeň po výsledcích 2:0 a 2:5. Narbekovas zůstal v hledáčku rakouského klubu a když v roce 1990 dostali sovětští fotbalisté možnost odcházet do zahraničí, přestoupil do Austrie, kde získal v letech 1991 až 1993 tři rakouské tituly. Později hrál za Admiru a Wiener Sport-Club.
Se sovětskou reprezentací vyhrál Univerziádu 1987 v Záhřebu a olympiádu 1988 v Soulu. Nastoupil v prvním zápase Litevců po obnovení nezávislosti (remíza 2:2 s Gruzií v květnu 1990). Hrál také proti České republice v květnu 1994 v Ostravě (Litva prohrála 3:5). Celkem odehrál 13 reprezentačních zápasů a vstřelil v nich čtyři góly.
V letech 1985 až 1988 byl čtyřikrát v řadě oceněn jako litevský fotbalista roku. Figuruje i na seznamu UEFA Jubilee 52 Golden Players.
Po skončení aktivní kariéry se stal trenérem; v roce 2012 pomohl týmu Spartaks Jurmala k postupu do první lotyšské ligy, byl také asistentem trenéra litevského národního týmu László Csaby.